# تیم دوچرخه‌سواری بروکلین
تیم دوچرخه‌سواری بروکلین (انگلیسی: Brooklyn) یک تیم دوچرخه‌سواری در کشور ایتالیا بوده.
این تیم در سال ۱۹۷۰ تأسیس و در سال ۱۹۷۷ منحل شده‌است. تیم بروکلین در سال ۱۹۷۵ و ۱۹۷۶ قهرمان بخش تیمی جیرو دیتالیا شده است.